# Les Centristes

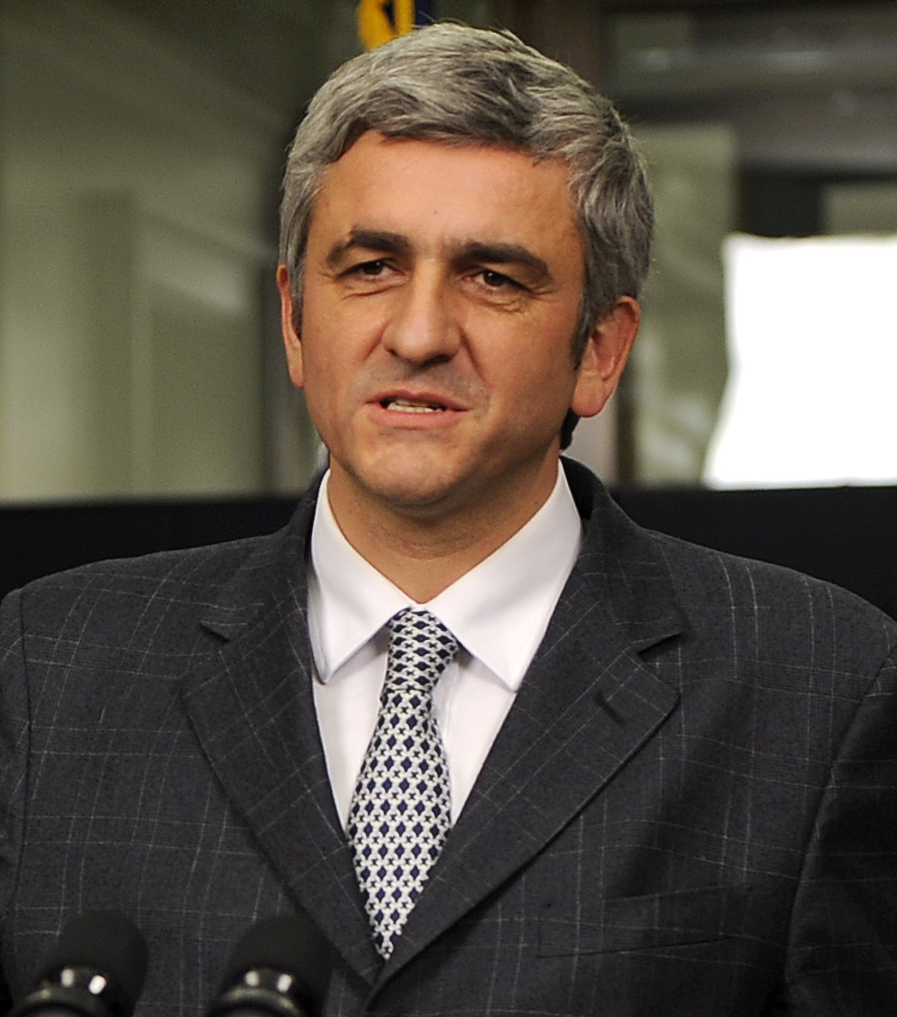
Partijvoorzitter Hervé Morin (2008)

Les Centristes (LC, Nederlands: De Centristen) is een Franse politieke partij die sinds 2016 die naam draagt. De partij werd in mei 2007 als de Parti social libéral européen PSLE opgericht, maar veranderde al op 29 mei van dat jaar van naam in Nouveau Centre NC. Als onderschrift op het partijlogo bleef de naam Parti social libéral européen gehandhaafd.

## Geschiedenis
De partij is door leden van de Union pour la Démocratie Française UDF gesticht, die in conflict waren gekomen met François Bayrou en de 'Conseil National' van de UDF. Er was onenigheid over de oprichting van de Mouvement démocrate. De partij noemde zich toen Nicolas Sarkozy president van Frankrijk was lid van de presidentiële meerderheid, maar was politiek en juridisch onafhankelijk van de Union pour un Mouvement Populaire van Sarkozy. De oprichting werd officieel op 29 mei 2007 aangekondigd op een persconferentie in de Assemblée nationale geleid door Hervé Morin en André Santini. 18 van de 29 leden van de UDF in de uittredende Assemblée stapten naar de Parti social libéral européen over.
De partij kan worden omschreven als christendemocratisch en liberaal in het politieke centrum. Er werd binnen het Nouveau Centre op 2 juli een voorlopige interne organisatie aangekondigd, die tot het stichtende partijcongres het einde van 2007 geldig was. De voorlopige voorzitter was Hervé Morin, die in 2008 op een congres tot de leider van de werd partij aangewezen.
Het Nouveau Centre werd in 2012 een van de deelnemers van de Union des démocrates et indépendants UDI, een federatie van centrum en centrumrechtse partijen, onder leiding van Jean-Louis Borloo.
Morin was in het najaar van 2014 kandidaat voor het voorzitterschap van de UDI. Hij en Jean-Christophe Lagarde, van de Force européenne démocrate FED, kregen in de eerste ronde, gehouden op 16 oktober, de meeste stemmen. Lagarde won tussen hun beide in de tweede ronde, op 13 november. De samenwerking tussen Lagarde en Morin verloopt sindsdien nogal moeizaam.
Anders dan de andere prominente figuren binnen de Union des démocrates et indépendants, sprak Morin al vroeg zijn steun voor François Fillon voor de presidentsverkiezingen van 2017 uit. De meeste centristen, waaronder Lagarde, spraken juist hun voorkeur voor Alain Juppé uit. Na de overwinning van Fillon bij de voorverkiezingen van Les Républicains veranderde de houding van de meeste leiders van het politieke midden ten opzichte van diens persoon nauwelijks, hetgeen tot spanningen binnen de UDI leidde.
Tijdens een buitengewoon congres in december 2016 van het Nouveau Centre stelde Morin nieuwe voorwaarden aan het verblijf van zijn partij binnen de UDI,  namelijk een grote mate van autonomie voor zijn partij, en sprak een meerderheid van de congresleden zich uit in het voorstel van het partijbestuur om de partijnaam te veranderen in Les Centristes. Een andere samenwerking dan die tussen UDI en Les Républicains leidt  volgens Morin tot het uitreden van Les Centristes uit de UDI.

## Afvaardiging in het parlement
De partij won 17 zetels bij de parlementsverkiezingen van juni 2007 in de Assemblée nationale. Er werd een groep opgericht Groupe Nouveau Centre met 20 leden van de Assemblée nationale. Deze groep ging na de parlementsverkiezingen van 2012 in de Groupe Union des démocrates et indépendants op, met verschillende partijen in het politieke centrum.
Binnen deze fractie horen zeven leden tot het Nouveau Centre. In de Senaat maakt het NC met zes leden deel uit van de Groupe UDI-UC.

## Politiek programma
Het programma van het Nouveau Centre is heel sterk geïnspireerd door dat van de vroegere Union pour la Démocratie Française. Hieronder volgt een greep uit het partijprogramma.
Economie, Sociaal
- een sociale economie, een liberale markt
- herverdeling van de rijkdommen onder de zwaksten in de samenleving
- een economie steunend op werk en innovatie

Instellingen, Politiek
- 'restauratie' van de rol van het Parlement
- de ontwikkeling van de deelname van de burgers in het bestuur
- de garantie transparant te zijn

Opvoeding
- absolute prioriteit voor de school
- het aanbrengen van het beste vormingstraject, op basis van de mogelijkheden van de leerling
- invoeren van een vertrouwensrelatie tussen ouders, leerlingen, onderwijzers en de Natie

Werk en Onderzoek
- een 35-uren-week
- een voortdurende verhoging van de middelen voor de wetenschap

Begroting en Staatsfinanciën
- vermindering van de publieke schuld
- geen begrotingstekort toestaan

Milieu
- vermindering van het energieverbruik
- meer geld naar het openbaar vervoer
- promotie van een meer verantwoordelijke en sobere economie

Europa
- een democratischer werking van de EU
- een Europese Grondwet
- versterking van de Europese bevoegdheden, onder andere industrie, wetenschappelijk onderzoek, migratie, energie en duurzame ontwikkeling

UMP en gelieerde partijen:
Union pour un mouvement populaire (UMP) · Parti chrétien-démocrate (PCD) · Parti Radical (PR) · Les Progressistes
Partijen onafhankelijk van de UMP:
Chasse, Pêche, Natur et Traditions (CPNT) · La Gauche moderne (LGM) · Mouvement pour la France (MPF) · Les Centristes (LC)
Samenstelling per 27 juli 2019 
 De deelnemende partijen met de meeste zetels worden genoemd, alleen de partijen met een enkele zetel binnen de fractie ontbreken.